# Hypena uniformalis
Hypena uniformalis là một loài bướm đêm trong họ Erebidae.